# Lower Hutt
Lower Hutt (maor. Awakairangi) – miasto w Nowej Zelandii, na Wyspie Północnej, przy ujściu rzeki Hutt, do zatoki Port Nicholson, od 1951 w zespole miejskim Wellington. Miasto zamieszkuje ok. 98 tys. osób.
W mieście rozwinął się przemysł włókienniczy, odzieżowy, chemiczny, maszynowy oraz samochodowy.

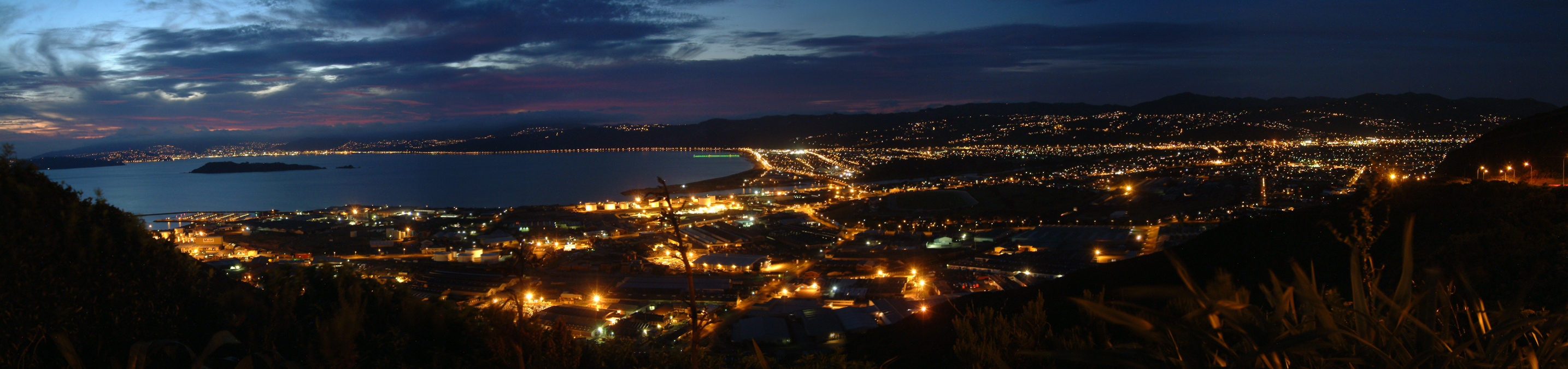
Panorama Lower Hutt nocą - widok na zatokę

## Miasta partnerskie
- Xi’an, ChRL
- Minoh, Japonia
- Taizhou, ChRL
- Tempe, USA